# 16 Геркулеса
16 Геркулеса (лат. 16 Herculis), HD 146388 — одиночная звезда в созвездии Геркулеса на расстоянии приблизительно 306 световых лет (около 93,8 парсек) от Солнца. Видимая звёздная величина звезды — +5,711m. Возраст звезды определён как около 1,84 млрд лет.

## Характеристики
16 Геркулеса — оранжевый гигант спектрального класса K3III, или K3IV, или K0. Масса — около 2,669 солнечных, радиус — около 11,324 солнечных, светимость — около 54,311 солнечных. Эффективная температура — около 4629 K.

## Планетная система
В 2019 году учёными, анализирующими данные проектов HIPPARCOS и Gaia, у звезды обнаружена планета.